# 2017年6月逝世人物列表
2017年逝世人物列表：1月 - 2月 - 3月 - 4月 - 5月 - 6月 - 7月 - 8月 - 9月 - 10月 - 11月 - 12月
2017年6月逝世人物列表，是用於匯總2017年6月期間逝世人物的列表。

## 依日期排序

### 30日
- 米切爾·亨利（英语：Mitchell Henry (American football)），24歲，美國美式足球運動員（丹佛野马、巴尔的摩乌鸦），死於白血病。[1]
- 达雷尔·伊姆霍夫（英語：Darrall Imhoff），78歲，美國籃球員。[2]
- 田普，原名田明兰，93岁，中华人民共和国开国上将许世友夫人。[3]
- 魏国运，103岁，中华人民共和国开国少将。[4]
- 厉慧森，90岁，中国著名京剧表演艺术家。[5]
- 傑克·托茲利亞斯（英语：Jake Tordesillas），68歲，菲律賓編劇（《青少年（英语：Bagets）》、《巴貝爾船長（英语：Captain Barbell (2011 TV series)）》、《永遠（英语：Magpakailanman）》），死於跌倒併發症。[6]
- 西蒙娜·薇依（法語：Simone Veil），89歲，法國政治人物，曾任歐洲議會議長。[7]

### 29日
- 戈弗雷·吉塔·卡里基（英语：Godfrey Gitahi Kariuki），79歲，肯亞政治人物，前國民議會（英语：National Assembly (Kenya)）和參議院（英语：Senate of Kenya）議員。[8]
- 查克·倫斯洛（英语：Chuck Renslow），87歲，美國商人和LGBT活動家。[9]
- 于粦，92歲，香港作曲家、指揮及電影配樂。
- 郑思远，103岁，中国国务院原副秘书长，国务院参事室原主任[10]。

### 28日
- 納茲穆爾·胡達·巴楚（英语：Nazmul Huda Bachchu），78歲，孟加拉國員。[11]
- 菲爾·科倫（英语：Phil Cohran），90歲，美國爵士小號手。[12]
- 蓋瑞·狄卡洛（英语：Steam (band)），75歲，美國饒舌樂歌手。[13]
- 森慎二（日語：森 慎二），42歲，日本職業棒球運動員、西武隊投手教練。[14]
- 盖增圣，78岁，中国前足球运动员、教练，中国足协原副主席[15]。

### 27日
- 杜薩·T·巴塔科維奇（英语：Dušan T. Bataković），60歲，塞爾維亞歷史學家和外交官，南斯拉夫駐法國大使、塞爾維亞駐法國大使及塞爾維亞駐加拿大大使。[16]
- 彼得·柏格（英語：Peter Berger），88歲，美國社會學家，《社會實體的建構（英语：The Social Construction of Reality）》的共同作者。[17]
- ，91岁，英国作家，系列的作者。病逝。[18]
- 保羅·利米蒂（英语：Paolo Limiti），77歲，意大利記者、電視、廣播作家、主持人和作曲家（《Silent Voices（英语：Silent Voices (Dionne Warwick song)）》）。[19]
- 安東尼·揚（英语：Anthony Young (baseball)），51歲，美國大聯盟紐約大都會隊球員。[20]
- 徐潤福（朝鲜语：서윤복），94歲，韓國馬拉松選手。[21]
- 麥可·恩奎斯特（英语：Michael Nyqvist），56歲，瑞典演員。[22]

### 26日
- 克勞德·法熱代（英语：Claude Fagedet），89歲，法國攝影師。[23]
- 哈比卜·锡亚姆（英语：Habib Thiam），84歲，塞内加尔政治人物，前塞内加尔总理。[24]
- 翁渝国，70岁，德籍华裔心脏外科专家，原德国心脏中心（柏林）副院长。[25]
- 刘蒙，82岁，中国作家协会《小说选刊》杂志社原社长。[26]

### 25日
- 洛娜·麥克唐納（英语：Lorna McDonald (historian)），100歲，澳洲歷史學家及作家。[27]
- 戈登·威爾遜（英语：Gordon Wilson (Scottish politician)），79歲，蘇格蘭政治人物，前苏格兰民族党領袖與英國下議院議員。[28]

### 24日
- 派克·李·麥克唐納（英语：Parker Lee McDonald），93歲，美國法學家，前佛羅里達最高法院（英语：Supreme Court of Florida）首席法官。[29]
- 維羅尼卡·羅伯特（英语：Véronique Robert），54歲，法國-瑞士記者，6月19日爆炸受傷，5日後死亡。[30]
- 朴元雄（朝鲜语：박원웅），77歲，韓國電台主持人。[31]

### 23日
- 郭宗韶，67歲，阿嬌老師，台灣當代貝斯大師，病逝。
- 薩曼·凱利蓋馬（英语：Saman Kelegama），58歲，斯里蘭卡經濟學家。[32]
- 斯蒂法諾·羅多塔（英语：Stefano Rodotà），84歲，意大利法學家和政治人物，前義大利眾議院副議長。[33]

### 22日
- 希拉·迈克尔斯（英语：Sheila Michaels），78岁，美国女权主义者，死於急性白血病。[34]
- 加特·加布里埃爾（英语：Gunter Gabriel），75歲，德國歌手，音樂家和作曲家，摔倒後死亡。[35]
- 奎特·马西雷（英語：Quett Masire），91歲，前博茨瓦纳总统。[36]
- 小林麻央（日語：小林 麻央），34歲，前日本電視台新聞節目主持人，女演員，自由播音員。日本歌舞伎演員第十一代市川海老藏之妻。乳癌。[37]
- 尼古拉·朱甘（英语：Nikolai Zhugan），100歲，蘇聯飛行員，蘇聯英雄。[38]

### 21日
- 陳立宏，52歲，臺灣新聞界人物，媒體政治評論家。[39][40]
- 尤里·伊万诺维奇·德罗兹多夫（俄語：Юрий Иванович Дроздо́в），91歲，退役少将，前苏联克格勃第一总局S局局长，信号旗特种部队创建者。[41]
- 萊羅伊·詹金斯（英语：Leroy Jenkins (televangelist)），83歲，美国電視福音傳道者。[42]
- 戈登·沃斯（英语：Gordon Voss），79歲，美國政治人物，前明尼苏达州众议院議員，死於汽車事故。[43]
- 刘宝琛，84岁，中国采矿工程专家，中国工程院资深院士。[44]

### 20日
- 蒲文成，74岁，中国藏学家，青海省政协原副主席。[45]
- 詹姆斯·貝瑞（英语：James Berry (poet)），93歲，牙買加出生的英國詩人，死於腦退化症。[46]
- 弗雷德里克·斯卡恩（英语：Fredrik Skagen），80歲，挪威作家。[47]

### 19日
- 伊萬·迪亞斯，81歲，印度籍天主教樞機主教，曾任教廷萬民福音部部長。[48]
- 布萊恩·坎特（英语：Brian Cant），83歲，英國演員（《達珀唐農場（英语：Dappledown Farm）》）和電視節目主持人（《遊戲學院（英语：Play School (UK TV series)）》），死於柏金遜症併發症。[49]
- 卡拉·芬迪（英语：Carla Fendi），79歲，意大利時裝設計師（芬迪）。[50]
- 奥托·瓦姆比尔（英語：Otto Warmbier），22岁，美国大学生，曾被朝鲜方面扣押17个月，死於未知原因的神经受损。[51]

### 18日
- 施純仁，93歲，臺灣神經外科醫師、前行政院衛生署署長。[52]
- 唐杰忠，84岁，中国大陆著名相声、影视演员，死於癌症。[53]
- 严良堃，94岁，中国交响乐团著名指挥家，中国交响乐团合唱团创办人之一，因病逝世。[54]
- 漢斯·布雷德（英语：Hans Breder），83歲，德國裔美國藝術家。[55]
- 普雷德希曼·克里什·卡（英语：Predhiman Krishan Kaw），69歲，印度血漿物理學家，死於心臟病。[56]

### 17日
- 蓋蘭娜·卡里迪（英语：Gailanne Cariddi），63歲，美國政治人物，前马萨诸塞州众议院議員。[57]
- 伊萬·凡迪尼奧（英语：Iván Fandiño），36歲，西班牙鬥牛士，被牛角撞傷而死。[58]

### 16日
- 任荣，99岁，中华人民共和国开国少将。[59]
- 約翰·艾維森（英語：John Avildsen），81歲，美國電影導演。死於胰臟癌。[60]
- 斯蒂芬·福斯特（英語：Stephen Furst），62歲，美國演員（《巴比伦五号》、《動物屋》、《波城杏話（英语：St. Elsewhere）》），死於糖尿病併發症。[61]
- 柯特·漢森（英语：Curt Hanson），73歲，美國政治人物，前艾奥瓦州众议院議員。[62]
- 埃德薩伊·凱西諾約（英语：Edzai Kasinauyo），42歲，津巴布韋足球運動員（中非醫藥聯合會（英语：CAPS United F.C.）、莫羅卡燕子）。[63]
- 赫尔穆特·柯尔（德語：Helmut Kohl），87岁，德国前总理（1982-1998）[64]。
- 尹素貞（韓語：윤소정），72歲，韓國女演員。[65]

### 15日
- 杨敦先，82岁，中国刑法学家，中国刑法学研究会原副总干事兼秘书长、北京大学法学院教授。[66]
- 林克昌（英語：Kek-Tjiang Lim），89歲，澳洲華裔指揮家、小提琴家。[67]
- 阿杰梅爾·辛格·奧盧赫（英语：Ajmer Singh Aulakh），74歲，印度劇作家，死於癌症。[68]
- 威爾瑪·德法里亞（英语：Wilma de Faria），72歲，巴西政治人物，前北里约格朗德州州長，死於癌症。[69]

### 14日
- 周传典，96岁，中国冶金工业部副部长。[70]
- 賈巴伍各，34歲，中國四川省凉山彝族自治州布拖县公安局民警兼党委委员。在搜捕在逃毒品犯罪嫌疑人任務中中枪殉職。[71]
- 路易斯·阿本托·莫拉萊斯（西班牙语：Luis Abanto Morales），93歲，秘魯歌手和作曲家。[72]
- 雅克·福克斯（法语：Jacques Foix），86歲，法國足球運動員。[73]
- 阿列克谢·弗拉米洛维奇·巴塔洛夫（俄语：Алексе́й Влади́мирович Бата́лов），88岁，俄罗斯著名演员、列宁勋章获得者、苏联“人民艺术家”称号获得者。[74]
- 哈爾·賈維特（英語：Hal Javitt），94歲，美國退役空軍飛行員，最後一位離世的飛虎隊隊員。[75]

### 13日
- 野際陽子（日語：野際 陽子），81岁，日本女演员，死於肺癌。[76]
- 菲利普·戈塞特（英语：Philip Gossett），75歲，美國音樂學家。[77]
- 乌杰·奥克斯纳（英语：Ootje Oxenaar），87歲，荷蘭圖形藝術家和鈔票設計師。[78]

### 12日
- 山姆·比茲利（英语：Sam Beazley），101歲，英國資深男演員，曾飾演哈利波特《鳳凰會的密令》 的校長。[79]
- 罗伯特·康波（英语：Robert Campeau），93歲，加拿大金融家和房地產開發商。[80]
- 约翰·弗里德曼（英語：John Friedmann），91岁，美国城市规划师。[81]
- C·納拉亞納·雷迪（英语：C. Narayana Reddy），85歲，印度作家和詩人，1988年杰南皮特奖（英语：Jnanpith Award）得主。[82]
- 查尔斯·萨克尔（英語：Charles P. Thacker），74歲，美国计算机科学家。[83]
- 鬼马星，本名马雨默，45岁，中国推理小说家。[84]
- 曹燕婷，50歲，台灣女作家。疑似自焚而死。[85]
- 大田昌秀（日語：大田 昌秀），92歲，日本政治人物，前沖繩縣知事及參議院議員。死於呼吸衰竭及肺炎。[86]
- 宋南英（朝鲜语：송남영），44歲，韓國女演員，歌手任宰範妻子。[87]
- 梁棟材（英語：E. Leong Way），100歲，華裔美國藥理學家、中央研究院第13屆生命科學組院士[88][89]。
- 孔繁祜，92岁，中国整形外科专家，北京大学第三医院成形科教授、主任医师。[90]

### 11日
- 赫爾曼·T·科斯特洛（英语：Herman T. Costello），96歲，美國政治人物，前新泽西州众议院與参议院議員。[91]
- 吉姆·格雷厄姆（英语：Jim Graham），71歲，美國政治人物，前哥伦比亚特区议会議員，死於感染併發症。[92]
- 諾曼·波拉克（英语：Norman Pollack），84歲，美國歷史學家，死於癌症。[93]
- 克萊夫·拉什頓（英语：Clive Rushton），69歲，英國游泳運動員和游泳教練，死於癌症。[94]

### 10日
- 吳主光，77歲，香港基督教牧師、平安福音堂創辦人之一。[95]
- 2017年凌天航空直升機事故：

- 齊柏林，52歲，臺灣空拍紀錄片攝影師、導演、環保運動者，代表作《看見台灣》。
- 陳冠齊，25歲，協助齊柏林拍攝的助手。
- 張志光，52歲，協助齊柏林拍攝的凌天航空機師。

- 奧斯汀·迪亞斯（英语：Austin Deasy），80歲，愛爾蘭政治人物，前愛爾蘭下議院議員（英语：Teachta Dála）及農業部長（英语：Minister for Agriculture, Food and the Marine）。[99]
- 奧斯卡·馬米（英语：Oscar Mammì），90歲，意大利政治人物，前交通部部長（英语：Ministry of Communications (Italy)）。[100]

### 9日
- 亚当·韦斯特（英語：Adam West），88歲，美國演員（曾飾演蝙蝠俠），死於白血病。[101][102]。
- 納蒂格·阿利耶夫（英语：Natig Aliyev），69歲，阿塞拜疆政治人物，前能源部部長（英语：Ministry of Energy (Azerbaijan)）。[103]
- 安德巴·托沃·亞·托沃（英语：Andimba Toivo ya Toivo），92歲，納米比亞反種族隔離活動家、政治人物和政治犯。[104]
- 劉世功，88歲，天主教集寧教區主教。[105]。
- 拉惹阿末再努丁，61歲，马来西亚前国会议员，马来西亚足球协会前副会长[106]。
- 章莹颖，26岁，伊利诺伊大学厄巴纳-尚佩恩分校中国访问学者，遭绑架遇害。[107]

### 8日
- 格伦妮·海德利（英語：Glenne Headly），62岁，美国女演员，死於肺栓塞。[108]
- 米格爾·德斯科托·布羅克曼（英语：Miguel d'Escoto Brockmann），84歲，尼加拉瓜外交官、政治人物和牧師，前外交部部長（英语：Minister of Foreign Affairs (Nicaragua)）與联合国大会主席。[109]
- 塞戈·庫蒂瓦德澤（英语：Sergo Kutivadze），72歲，格魯吉亞足球運動員和教練（第比利斯迪纳摩、库塔伊西鱼雷）。[110]
- 萩原慎一郎（日語：萩原 慎一郎），32歲，日本歌人、詩人，自殺身亡。[111][112]
- 山姆·潘諾普洛斯（英語：Sam Panopoulos），82歲，出生於希臘的加拿大廚師、商人，夏威夷披薩發明者[113]。
- 弗雷德·愛德華·菲德勒（英語：Fred Edward Fiedler），94歲，組織心理學研究者，曾提出權變模型理論[114]。

### 7日
- 安吉拉·哈特利·布羅迪（英语：Angela Hartley Brodie），82歲，英國癌症研究員。[115]
- 特倫托·朗加雷蒂（英语：Trento Longaretti），100歲，意大利畫家。[116]
- 帕齊·特雷爾（英語：Patsy Terrell），55歲，美國政治人物，前堪萨斯州众议院議員。[117]

### 6日
- 安斯利·恩布里（英语：Ainslie Embree），96岁，美国印度学家和历史学家，哥伦比亚大学历史学名誉教授。[118]
- 申東憲（朝鲜语：신동헌 (1927년)），90歲，韓國漫畫家。[119]
- 安德魯·弗朗西斯（英语：Andrew Francis (bishop)），巴基斯坦羅馬天主教主教，前天主教木爾坦教區主教。[120]
- 阿德南·卡舒吉（英语：Adnan Khashoggi），81歲，沙特阿拉伯商人和軍火商。[121]
- 紀竹林，85歲，台灣企業家、紀氏源豐企業創辦人暨董事長。[122]

### 5日
- 陈祥，57岁，旅美中國诗人，曾经是《橄榄树》（全球第一个中文网络诗刊）主编及创办人之一。[123]
- 梁文建，78歲，香港政府官員，運輸司（1987年－1993年）、教育統籌司（1993年－1995年）、總督特派廉政專員（1996年－1997年）。[124]
- 馬科斯·柯（英语：Marcos Coll），81歲，哥倫比亞足球員。[125]
- 謝克·蒂奧特（法語：Cheick Tioté），31歲，科特迪瓦足球員，曾在纽卡斯尔联、北控燕京效力，猝死。[126]
- 安娜·喬凱（英语：Anna Jókai），84歲，匈牙利作家。[127]

### 4日
- 魏懷良，59歲，臺灣黑道竹聯幫前太極堂堂主，死於肺腺癌。[128]
- 權翊鉉（朝鲜语：권익현），83歲，韓國政治人物，前韓國國會居昌郡（朝鲜语：거창군의 국회의원）、山清郡（朝鲜语：산청군의 국회의원）及咸陽郡議員（朝鲜语：함양군의 국회의원）。[129]
- 胡安·戈蒂索洛（英语：Juan Goytisolo），86歲，西班牙散文家、詩人和小說家。[130]
- 大衛·尼科爾斯（英语：David Nicholls (racehorse trainer)），61歲，英國騎師和賽馬教練。[131]
- 張天福，106歲，中國茶學專家。[132]
- 陈家鼎，80岁，北京大学数学科学学院教授。[133]

### 3日
- 大衛·喬比（英语：David Choby），70歲，美國羅馬天主教主教，前天主教納什維爾教區主教，死於跌倒併發症。[134]
- 里曼拉昔（英语：Rehman Rashid），62歲，馬來西亞記者（《新海峡时报》、《亞洲新聞（英语：Asiaweek）》）。[135][136]

### 2日
- 錫德·沙里富丁·皮薩達（英语：Syed Sharifuddin Pirzada），93歲，巴基斯坦律師和政治人物，前外交部長（英语：Minister of Foreign Affairs (Pakistan)）及巴基斯坦總檢察長（英语：Attorney-General for Pakistan）。[137]
- 傑弗里·泰特爵士（英語：Sir Jeffrey Tate），74歲，英國指揮家，死於心臟病。[138]

### 1日
- J·B·道達（英语：J. B. Dauda），74歲，塞拉利昂政治人物，前塞拉利昂议会凯内马選區議員、第二副總統（英语：Vice-President of Sierra Leone）及外交部長（英语：Minister of Foreign Affairs and International Cooperation (Sierra Leone)）。[139]
- 丹里德·多斯特（英语：Tankred Dorst），91歲，德國劇作家。[140]